# トヨタ・RZエンジン
トヨタ・RZエンジンは、トヨタ自動車の水冷直列4気筒ガソリンエンジンの系列である。
R型エンジン及びY型エンジンの後継にあたり、縦置き専用で商用車やSUV向けに特化させた設計である。

## 系譜
- エンジン型式一覧の自動車用エンジンの系譜を参照。

## 型式
1989年8月登場
ガソリンエンジン/LPGエンジン
水冷直列4気筒 SOHC/DOHC

### 1RZ - 2,000cc
- ハイエースバン（RZH100系）

1989年8月～1993年8月
最高出力:100PS/5,400rpm
最大トルク:16.5kg-m/2,400rpm

### 1RZ-E - 2,000cc
- ハイエースワゴン・バン（RZH100系）

### 2RZ-E - 2,400cc
- ハイエースワゴン（RZH100系）、タコマ（初代）

### 3RZ-E - 2,700cc
- T100

### 3RZ-FE - 2,700cc
- 110kW(150PS)/235.4Nm(24.0kgm)

ハイラックスサーフ（RZN180系/210系）
ハイラックス(RZN169H系/174H系)
ランドクルーザープラド（RZJ90系/120系）
タコマ（初代）
T100
ダイナ・トヨエース（RZU68/100系）
- 107kW(145PS)/227.5Nm(23.2kgm)

グランビア（RCH10系 前期型/中期型）
ツーリングハイエース（RCH40系）
レジアス（RCH40系）
- 104kW(141PS)/222.5Nm(22.6kgm)

ダイナ・トヨエース・日野・デュトロ（RZU300/400系/500系）

### 3RZ-FP - 2,700cc
- ダイナ・トヨエース（RZU100系/300系）

### 3RZ-FPE - 2,700cc
- ダイナ・トヨエース（RZU300系）